# Bystrá (Repubblica Ceca)
Bystrá è un comune della Repubblica Ceca facente parte del distretto di Pelhřimov, nella regione di Vysočina.